# Danzberg (Wuppertal)
Danzberg ist ein Wohnplatz im Norden der bergischen Großstadt Wuppertal.

## Lage und Beschreibung
Der Wohnplatz liegt im Norden des Wohnquartiers Dönberg im Stadtbezirk Uellendahl-Katernberg an der Landesstraße 433 auf einer Höhe von 283 m ü. NHN nahe der Stadtgrenze zu Velbert.
Benachbarte Orte sind neben Dönberg die Wohnplätze und Hofschaften Fettenberg, Busch, Pottstemmer, Neue Wiese, Am Strauch, Danz, Ibach, Weißenibach, Weißenhaus, Am Brass, Winterberg, Handweiser, Steinenpitter, Grades, Jungenholz, Engelshaus, Stürmann, Schell, Franzdelle und Kloppwamms.

## Geschichte
Im 19. Jahrhundert gehörte Danzberg zu den Außenortschaften der Bauerschaft und der Kirchengemeinde Dönberg in der Bürgermeisterei Hardenberg, die 1935 in Neviges umbenannt wurde. Damit gehörte es von 1816 bis 1861 zum Kreis Elberfeld und ab 1861 zum alten Kreis Mettmann. 
Der Ort ist auf der Gemeinde Charte des Parzellar Katasters der Bürgermeisterei Hardenberg von 1815/16 als am Dantzberg eingezeichnet. Im Gemeindelexikon für die Provinz Rheinland von 1888 werden ein Wohnhaus mit 17 Einwohnern angegeben.
Mit der Kommunalreform von 1929 wurde der südliche Teil von Dönberg abgespalten und mit weiteren, außerhalb von Dönberg liegenden Nevigeser Ortschaften in die neu gegründete Stadt Wuppertal eingemeindet, der Rest Dönbergs mit Danzberg verblieb zunächst bei Neviges. Durch die nordrhein-westfälische Gebietsreform kam Neviges mit Beginn des Jahres 1975 zur Stadt Velbert und das restliche Dönberg wurde ebenfalls in Wuppertal eingemeindet.